# Naonobu Fujii
Naonobu Fujii (jap. 藤井 尚信 Fujii Naonobu; ur. 5 stycznia 1992 w Ishinomaki, zm. 10 marca 2023) – japoński siatkarz, reprezentant Japonii, grający na pozycji rozgrywającego.
11 marca 2011 roku Japonię nawiedziło trzęsienie ziemi. Jego rodzinny dom został zniszczony przez tsunami wywołane trzęsieniem ziemi w Tōhoku.
26 września 2021 roku jego żoną została siatkarka Miya Sato.
Poprzez problemy ze wzrokiem 27 lutego 2022 roku zdiagnozowano u niego raka żołądka w 4 stadium, który następnie z przerzutami dotarł do mózgu.

## Sukcesy klubowe
Puchar Cesarza:
- 2013, 2016[9]

Mistrzostwo Japonii:
- 2017[10]
- 2016, 2019

## Sukcesy reprezentacyjne
Mistrzostwa Azji:
- 2017[11]
- 2021[12]
- 2019

## Nagrody indywidualne
- 2017: Najlepszy rozgrywający Mistrzostw Azji[13]